# 법정모욕죄
법정모욕죄(法廷侮辱罪, 영어: contempt of court)는 법원을 모욕하면서 성립하는 범죄이다.

## 대한민국의 법정모욕죄
법원의 재판을 방해 또는 위협할 목적으로 법정 또는 그 부근에서 모욕 또는 소동함으로써 성립하는 범죄(형법 제138조)를 말한다. 본죄는 법정의 기능을 특히 보호하기 위한 범죄이며, 특수법정모욕(형법 제144조)의 경우에는 형을 가중한다. 모욕의 상대방은 법관임을 요하지 않고 증인이나 검사에 대한 것도 포함한다.
소동이란 내란죄에 있어서의 폭동이나 소요죄의 폭행 · 협박에 이르지 않고 재판을 방해할 정도로 소음을 내는 문란한 행위를 말한다.
부근이란 심리에 영향을 미칠 수 있는 장소를 의미한다고 할 수 있다. 본죄가 성립하기 위해서는 고의 이외에 법원의 재판을 방해 또는 위협할 목적이 있을 것을 요하는 목적범이다.
민사적 법정모욕의 경우 배심재판을 받을 권리가 없으며 형사적 법정모욕일 경우 징역의 기간 총 합이 6개월을 초과하는 경우 배심재판을 받을 권리가 생긴다.
형법에 죄가 규정된 법정모욕죄와 달리 법원조직법에 의해 법정질서유지 임무가 있는 재판장이 법정모독을 한 사람을 20일 이내 감치 또는 과태료를 부과할 수 있다.

## 같이 보기
- 모욕죄